# ارینت (ایلینوی)
ارینت، ایلینوی (به انگلیسی: Orient, Illinois) یک شهر در ایالات متحده آمریکا است که در ایلی‌نوی واقع شده‌است.

## موقعیت جغرافیایی
موقعیت جغرافیایی شهرها و مناطق اطراف به شرح زیر است: